# S-chanf
S-chanf (oficialmente hasta 1943 en alemán Scanfs) es una comuna suiza del cantón de los Grisones, situada en situada en la región de Maloja en el sector sur del valle de Engadina. Limita al norte con la comuna de Davos, al este con Susch y Zernez, al sur con Livigno (ITA-SO), y al oeste con Zuoz, Madulain y Bergün/Bravuogn.